# Kybartai
Kybartai ( escoltar (?·pàg.)) és una ciutat del districte municipal de Vilkaviškis, al comtat de Marijampolė (Lituània), situada a 20 km a l'oest de Vilkaviškis i és una de les ciutats a la frontera amb l'oblast de Kaliningrad (Rússia).

## Persones notables
- Isaac Ilitx Levitan (en rus, Исаак Ильич Левитан, 1860–1900): pintor paisatgista.
- Emil Młynarski (1870–1935): compositor polonès.
- Harald Serafin (* 1931): cantant austríac.
- Inga Valinskienė (* 1966): cantant i política lituana.

## Galeria

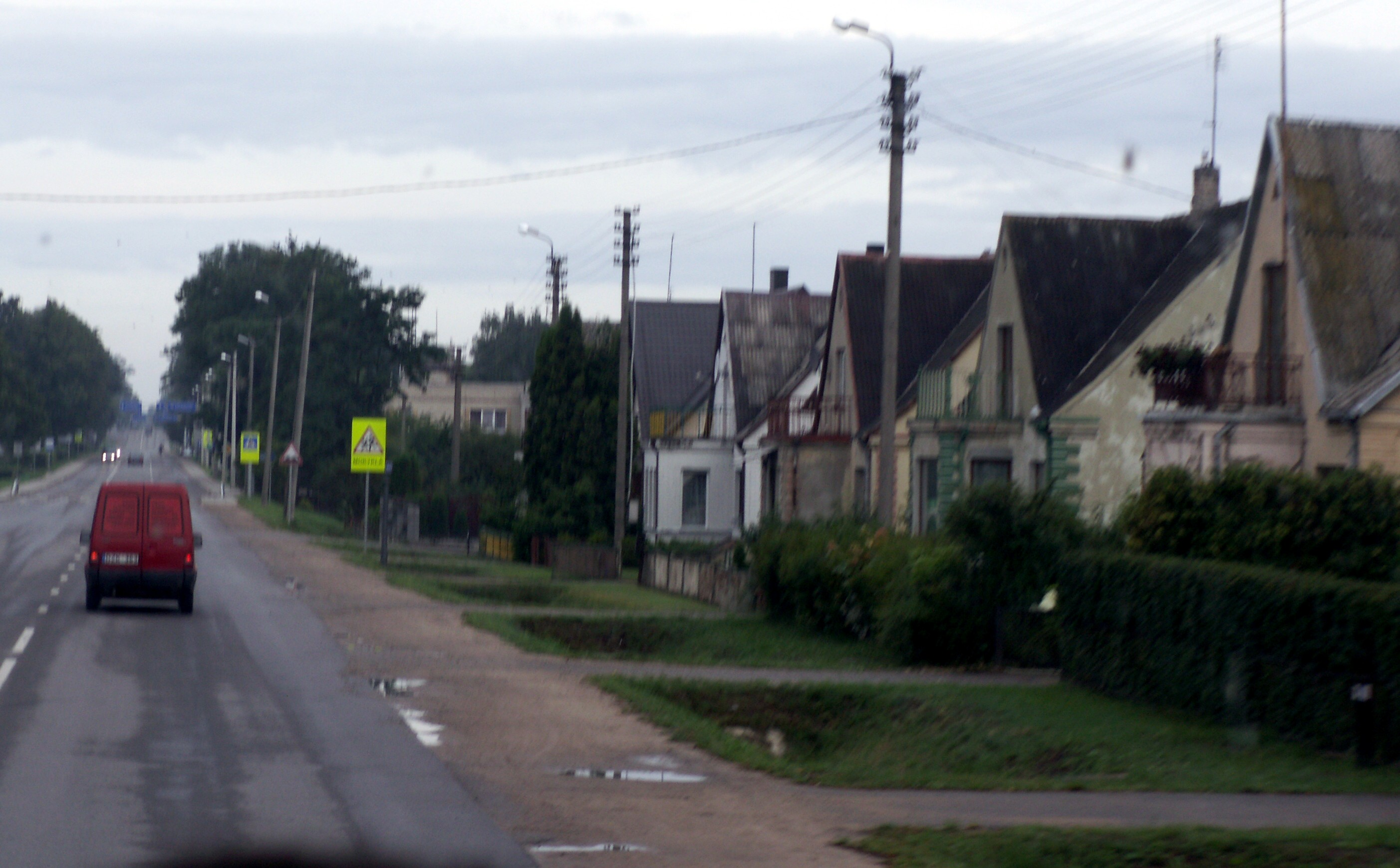
Vista de les cases en una de les avingudes
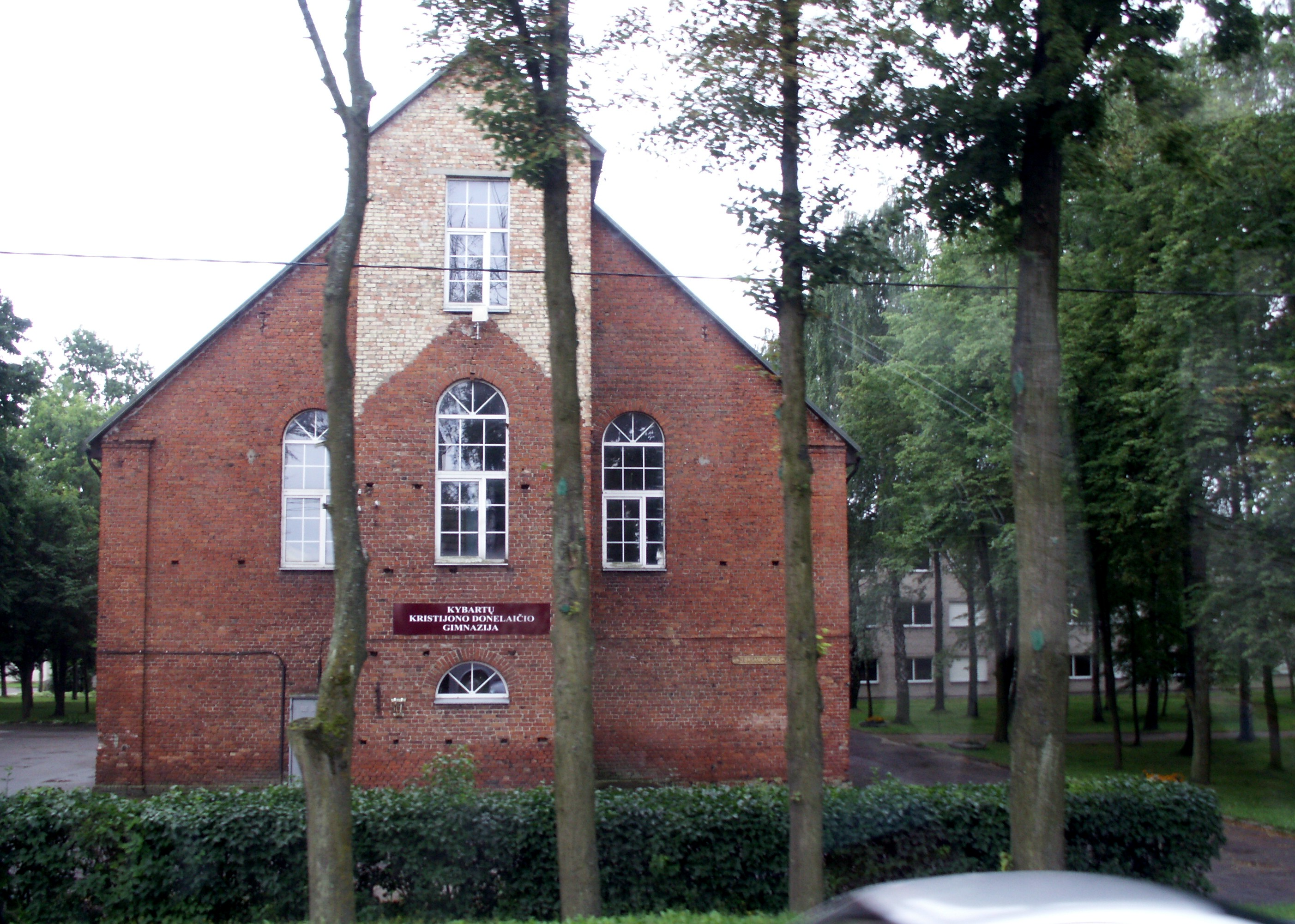
Antiga escola a Donelaitis
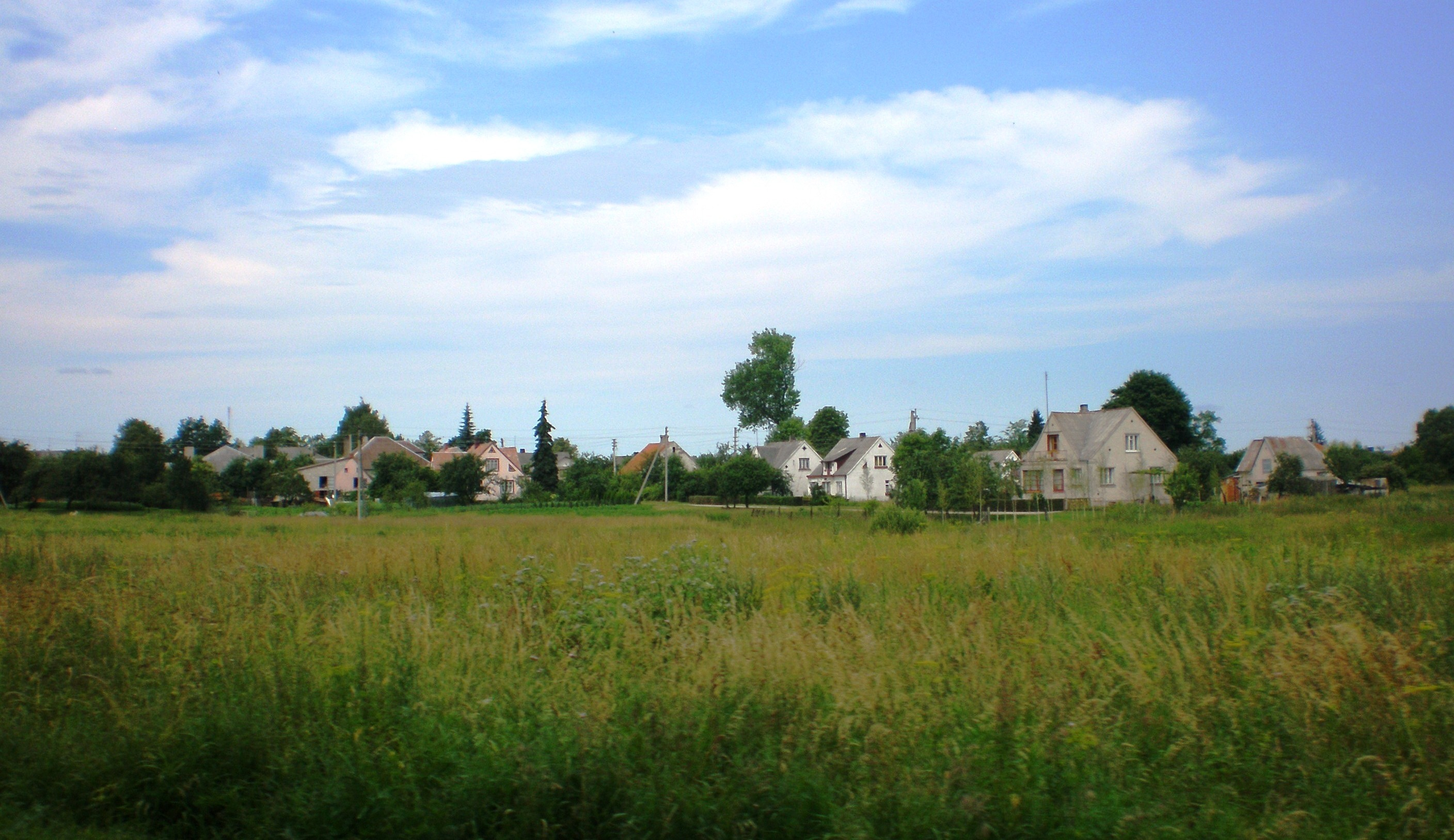
Afores de Kybartai